# Lilić
Lilić (szerbül: Лилић), település Bosznia-Hercegovinában, Srbac községben, Bosanska krajina területén, a Szerb Köztársaságban. 

## Fekvése
Bosznia-Hercegovina északi részén, Banja Lukától légvonalban 35, közúton 40 km-re északkeletre, községközpontjától légvonalban 9, közúton 11 km-re délnyugatra, az Orbász bal partján húzódó Lijevce polje síkságán, 95-98 méteres tengerszint feletti magasságban található.

## Népessége
| Nemzetiségi csoport | Népesség 1991 | Népesség 2013 |
| ------------------- | ------------- | ------------- |
| Szerb               | 312           | 214           |
| Bosnyák             | 0             | 1             |
| Horvát              | 0             | 0             |
| Jugoszláv           | 3             | 0             |
| Egyéb               | 0             | 1             |
| Összesen            | 315           | 216           |

## Története
A település 1878-ig tartozott az Oszmán Birodalomhoz, ekkor a berlini kongresszus határozata alapján az Osztrák-Magyar Monarchia része lett. 1879-ben az első osztrák-magyar népszámlálás során a Prnajvori járáshoz tartozó településnek 19 háztartása és 110 ortodox lakosa volt. 1910-ben a Bosanska Gradiška-i járáshoz tartozó településen 25 háztartást és 199 ortodox lakost találtak. A monarchia szétesésével 1918-ban előbb a Szerb-Horvát-Szlovén Királyság, majd 1929-től a Jugoszláv Királyság része. Az 1929-es törvény értelmében, amikor Bosznia-Hercegovinát négy banovinára, Drinskára, Vrbaskára, Zetskára és Primorskára osztották, a település a Vrbaska banovina része lett, amelynek székhelye Banja Luka volt Jugoszlávia megszállása után a Független Horvát Állam (NDH) része lett. 1943 októberében és novemberében súlyos harcok folytak itt a partizánok és a német csapatok által támogatott csetnikek között. A második világháború után a település a szocialista Jugoszláviához tartozott. A daytoni békeszerződést követő területfelosztásnál Srbac község részeként a Szerb Köztársaság területéhez került.

## Oktatás
A településen a razboji „Dositej Obradović” Általámos Iskola négyosztályos területi iskolája működik.

## Nevezetességei
A falu kis pravoszláv temploma a főutcában levő temető déli szélén áll.